# Josef Azzoni
Josef Azzoni (1712 Praha – 25. listopadu 1760, Baden) byl český právník. Byl členem kodifikační komise, když výsledkem práce této komise byl Codex Theresianus, který nikdy nevstoupil v platnost, byl však základem pro pozdější všeobecný zákoník občanský. Azzoni působil také jako advokát a profesor práva na Právnické fakultě Univerzity Karlovy, kde byl v letech 1751–1753 děkanem. V roce 1754 byl také rektorem celé Univerzity Karlovy.
Narodil se v roce 1712 v Praze v původem italské rodině milánských šlechticů. V roce získal doktorský titul na Filozofické fakultě Univerzity Karlovy, v roce 1738 pak na právnické fakultě. Od roku 1737 provozoval advokátní praxi. V roce 1740 byl na právnické fakultě jmenován mimořádným profesorem české praxe soudní, k tomuto předmětu sepsal latinskou učebnici, která však tiskem nevyšla. I přesto se dostala do povědomí odborné veřejnosti a v roce 1747 tak byl jmenován řádným profesorem veřejného práva. V letech 1751–1753 byl na právnické fakultě děkanem, v roce 1754 byl také rektorem celé Univerzity Karlovy. Dále souběžně působil jako advokát, známý byl mj. svou obhajobou šlechticů, kteří byli v roce 1743 obviněni ze spolupráce s nepřítelem během v době bavorsko-rakouské války.
V roce 1748 byl povolán císařovnou Marií Terezií do kodifikační komise, která měla za úkol vytvořit nové zřízení zemské pro Čechy a Moravu, když měl na starost trestní právo. Tato komise však žádných výsledků nedosáhla, Azzoni byl však v roce 1753 jmenován do dvorské kodifikační komise, která měla za úkol kodifikovat občanské právo v celé Habsburské monarchii (kromě Uherska). Kvůli této práci se Azzoni přestěhoval do Vídně a zanechal i advokátní praxe a vyučování. Komise svou práci ukončila v roce 1766, kdy císařovně předložila ke schválení Codex Theresianus. V roce 1756 byl Azzoni jmenován dvorním radou při vídeňském nejvyšším soudě, od roku se účastnil i zasedání dvorské komise, která pracovala na novém trestním kodexu. V březnu 1760 byl povýšen do rytířského stavu, nedlouho po tom však 25. listopadu 1760 zemřel.